# Gerold Brandenberg
Gerold Brandenberg (* 3. Januar 1733 in Zug; † 4. Januar 1818 in St. Fiden) war von 1773 bis 1774 Stiftsbibliothekar des Klosters St. Gallen.

## Leben
Gerold Brandenberg war der Sohn des Zuger Regierungsrats und Statthalters Jakob Bernhard und der Helena Barbara Zurlauben. Er legte die Profess 1749 im Kloster St. Gallen ab. 1757 wurde er Priester. Zunächst als Lehrer der Rhetorik und als Präfekt an der Klosterschule St. Gallen wirkend, lehrte er ab ca. 1761 Philosophie, später auch Theologie. 1773 wurde er zuerst Rechtslehrer, später Bibliothekar, 1774 Pfarrer in Rorschach.

## Wirken
Während seiner Tätigkeit als Pfarrer in Rorschach führte Pater Gerold die Normalschule ein und liess die Kirche erweitern. 1785 zum Offizial in St. Gallen ernannt, stand er zusammen mit Pankraz Vorster in Opposition (v. a. in Fragen der Ökonomie und der Mitsprache des Konvents) zu Abt Beda Angehrn. Dieser bezeichnet Gerold Bernhard in seinen Tagebüchern mehrfach als einen der Rädelsführer. 1788 wurde der Pater deshalb nach Ebringen (Breisgau) versetzt, wo er ab 1789 als Statthalter amtierte. Von Juni 1795 bis Oktober 1796 wirkte er als Statthalter in Rorschach.
Während der französischen Invasion erwarb sich Pater Gerold grosse Verdienste um die Rettung des Stiftsarchivs und der Stiftsbibliothek. 1798 ernannte ihn Abt Pankraz Vorster zum Aufseher und Verwalter der Klostergüter und des dem französischen Zugriff entzogenen Eigentums. Brandenberg leistete den Bürgereid nicht und begab sich ins Kloster Füssen (Bayern). Ab 1803 lebte er wieder in St. Gallen bei Pater Innozenz Bernart und schliesslich in St. Fiden. Gerold Brandenberg schrieb die Fortsetzung der st.-gallischen Klosterchronik und hinterliess u. a. ein Tagebuch aus den Jahren 1770 bis 1800.